# Monique Troedel
Monique Troedel (* 11. Juni 1946 in Nancy, Frankreich) ist eine deutsche Politikerin und war Abgeordnete der Bremischen Bürgerschaft für die Partei Die Linke.

## Biografie

### Leben
Troedel ist in Frankreich geboren, in Deutschland aufgewachsen und zur Schule gegangen. Sie arbeitete ab dem Jahr 1971 bei der Bremer Tageszeitungen AG (Weser-Kurier). Dort war sie gewerkschaftliche Vertrauensfrau und Betriebsrätin. Im Zusammenhang mit ihrem politischen Engagement für die Bremer Bürgerschaft ging sie in den Vorruhestand.
Sie ist geschieden und hat einen Sohn.

### Politik
Troedel war – anfangs als Parteilose – für die Fraktion Die Linke von 2007 bis 2011 Mitglied der Bremischen Bürgerschaft. Sie war Vorsitzende der Fraktion, die im Jahr 2007 erstmals ins Parlament einziehen konnte, und ihre Sprecherin für die Bereiche Frauen, Medien und Gewerkschaften. 
Sie war in den Ausschüssen für Informations-, Kommunikationstechnologie und Medienangelegenheiten, für die Gleichstellung der Frau, für Bundes- und Europaangelegenheiten, internationale Kontakte und Entwicklungszusammenarbeit, für Krankenhäuser, für Wissenschaft und Forschung, für Jugendhilfe, in dem Nichtständigen Ausschüssen gemäß Artikel 125 der Landesverfassung, dem Rechtsausschuss und dem
Verfassungs- und Geschäftsordnungsausschuss, weiterhin in den Betriebsausschüssen Musikschule Bremen, Performa Nord, Stadtbibliothek Bremen und Bremer Volkshochschule, sowie im Landesbeirat für Sport und in der Deputation für Sport vertreten.
Sie ist in der Gewerkschaft Ver.di tätig und war u. a. Bezirksvorsitzende, stellvertretende Landesbezirksvorsitzende, Mitglied des Bundesvorstandes und der regionalen und Bundestarifkommission.
Anfang 2011 trat sie noch vor Ende der Legislaturperiode aus der Linkspartei aus und schloss sich Mitte des Jahres der SPD an.